# St. Laurentius (Usenborn)

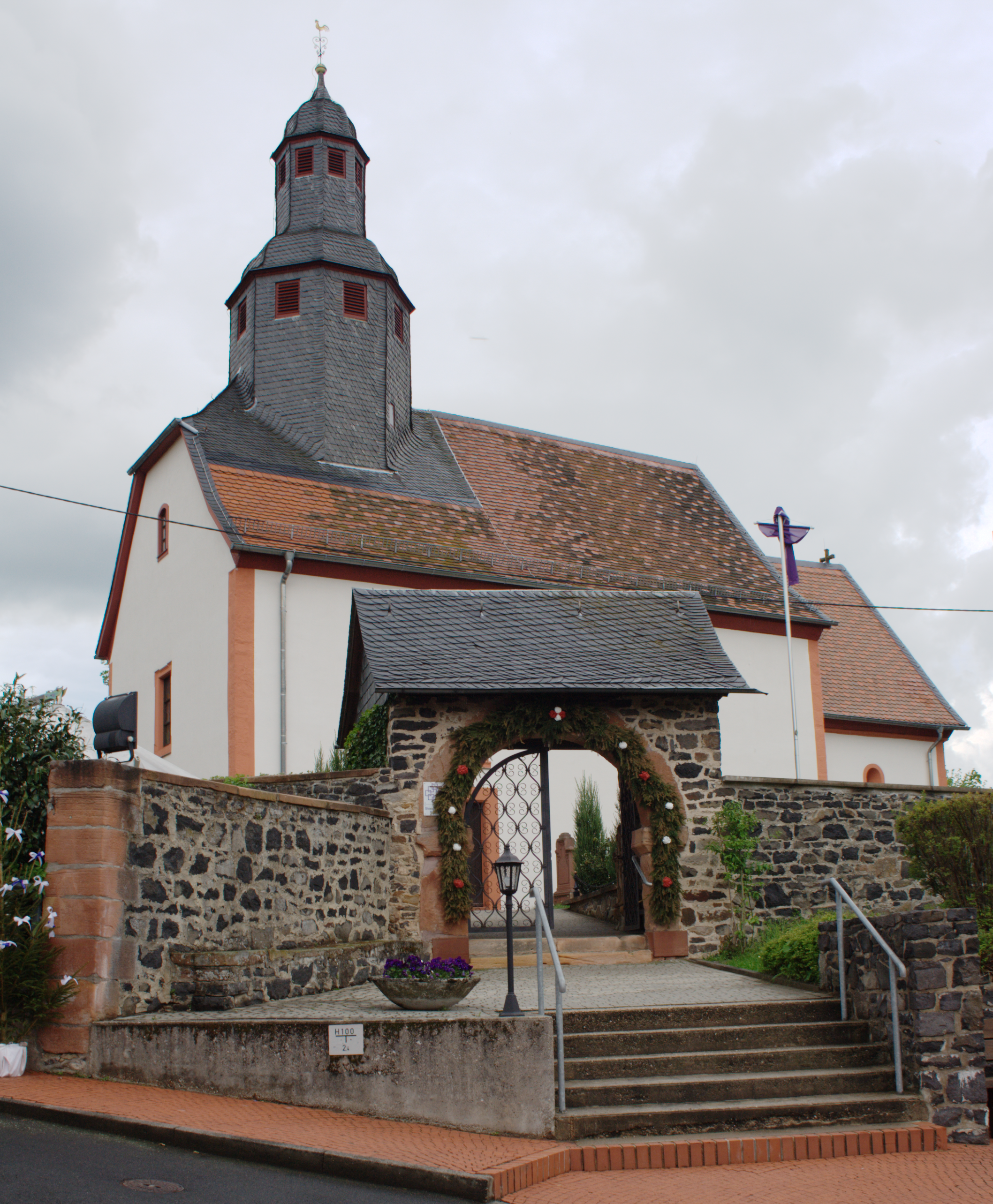
Laurentiuskirche Usenborn

Die evangelische St. Laurentius-Kirche ist eine von zwei evangelischen Kirchen in Usenborn. Die im Chor noch romanische Kirche war dem heiligen Laurentius von Rom geweiht.

## Geschichte
Das Patrozinium verweist auf eine Gründung um das Jahr 1000. Die Mutterkirche stand in Glauburg.
Die erste urkundliche Erwähnung stammt aus dem Jahr 1407, als das Kloster Selbold den Besitz der Kirchen und Kapellen von Bleichenbach, Düdelsheim, Glauburg, Konradsdorf, Oberau, Ortenberg, Rohrbach, Selters und Usenborn erlangte.

## Architektur
Der einfache „Saalbau mit Haubendachreiter“ ist mit einem romanischen Tor zum Kirchhof ausgestattet. Dieser verleiht dem Ensemble den Charakter einer Wehrkirche.

## Ausstattung
Wandmalereien im Chor stammen aus dem 14. Jahrhundert. Eine Darstellung des heiligen Laurentius findet sich im Kreuzrippengewölbe.
„Das steinerne Sakramenthäuschen der Ostwand gleicht ... dem der Ortenberger Kirche.“
Die Kanzel trägt die Jahreszahl 1608.

### Orgel
Die Orgel in der Usenborner Kirche wurde von der evangelischen Kirche Berstadt am 29. April 1846 gekauft.
Nach dem Dreißigjährigen Krieg wurden in Wetterauer Kirchen zwischen 1648 und 1684 insgesamt 15 Orgeln errichtet. Erstmals erfolgte 1670 der Bau einer Orgel in der Berstädter Kirche. Die Orgel wurde 1669 gekauft, aber erst 1670 fertiggestellt. Der Orgelbauer wird in den Unterlagen nicht namentlich genannt. 
Die Orgel musste bereits 1687 repariert werden durch einen Siegfried von Staden. Dann hielt die Orgel die Beanspruchung länger aus. Johann Friedrich Syer aus Nieder-Florstadt reparierte die Orgel 1760 und 1766. Aber wieder 20 Jahre später folgte eine erneute Reparatur durch den Orgelbauer Johann Andreas Heinemann aus Gießen.